# Semecarpus minutipetalus
Semecarpus minutipetalus är en sumakväxtart som beskrevs av K.M. Kochummen. Semecarpus minutipetalus ingår i släktet Semecarpus och familjen sumakväxter. Inga underarter finns listade i Catalogue of Life.